# FFA Cup 2017
Der FFA Cup 2017 war die vierte Austragung des australischen Fußball-Pokalwettbewerbs der Männer. Die Saison begann am 26. Juli 2017 und endete am 22. November 2017 mit dem Finale. Titelverteidiger Melbourne City FC schied im Viertelfinale gegen den späteren Sieger Sydney FC aus.
Insgesamt nahmen 735 Fußballmannschaften an dem Wettbewerb teil. 32 Mannschaften erreichten die erste Hauptrunde, darunter die zehn Klubs der A-League 2016/17, der Meister der National Premier Leagues 2016 sowie 21 unterklassige Klubs, die sich in den regionalen Qualifikationsrunden durchsetzten.
Sieger wurde zum ersten Mal der Sydney FC mit einem 2:1-Sieg nach Verlängerung gegen Adelaide United. Torschützenkönig wurde der Brasilianer Bobô vom Sydney FC mit acht Toren.

## Teilnehmer
In den verschiedenen regionalen Qualifikationsrunden traten mehrere hundert Mannschaften an, um sich für einen von 21 zu vergebenden Hauptrundenplätze zu qualifizieren. Die zehn Teams der A-League 2016/17 waren für die Hauptrunde gesetzt. Einen weiteren direkte Startplatz erhielt der Meister der National Premier Leagues 2016.
Alle neun Regionalverbände des australischen Fußballverbandes trugen Qualifikationsrunden aus. Die Verteilung der Qualifikationsplätze pro Regionalverband blieb im Vergleich zum Vorjahr unverändert. New South Wales erhielt fünf, Queensland und Victoria je vier, Northern New South Wales und Western Australia je zwei, das Australian Capital Territory, das Northern Territory, South Australia und Tasmania je einen Platz.
| A-League die 10 Vereine der Saison 2016/17 | A-League die 10 Vereine der Saison 2016/17 | National Premier Leagues der Meister der Saison 2016 |
| Adelaide United Brisbane Roar Central Coast Mariners Melbourne City FC (TV) Melbourne Victory | Newcastle United Jets Perth Glory Sydney FC Wellington Phoenix Western Sydney Wanderers | Sydney United |
| Sieger der Qualifikationsrunden 21 Sieger der 9 Landesverbände der FFA | | |
| - Australian Capital Territory Canberra Olympic FC (II) - New South Wales APIA Leichhardt Tigers (II) Bankstown Berries (III) Blacktown City FC (II) Hills United (III) Maccabi Hakoah (II) - Northern New South Wales Broadmeadow Magic (II) Edgeworth FC (II) | - Northern Territory Darwin Rovers (II) - Queensland Far North Queensland FC (II) Gold Coast City FC (II) Moreton Bay United (II) Peninsula Power (III) - South Australia North Eastern MetroStars (II) | - Tasmania Olympia FC Warriors (II) - Victoria Bentleigh Greens SC (II) Heidelberg United (II) Hume City FC (II) South Melbourne FC (II) - Western Australia Sorrento FC (II) Western Knights SC (III) |

## Erste Hauptrunde
Die Begegnungen der ersten Hauptrunde wurden am 29. Juni 2017 ausgelost. In der Klammer ist die jeweilige Ligaebene angegeben, in der der Verein in der Saison 2016/17 spielte.
| Datum                 |                              | Ergebnis                         |                               |
| --------------------- | ---------------------------- | -------------------------------- | ----------------------------- |
| 26.07.2017, 20:00 Uhr | South Melbourne FC (II)      | 1:0 (0:0)                        | Edgeworth FC (II)             |
| 26.07.2017, 20:00 Uhr | Hills United (III)           | 3:6 n. V. (3:3, 2:1)             | Maccabi Hakoah (II)           |
| 26.07.2017, 20:00 Uhr | Bankstown Berries (III)      | 2:1 (2:0)                        | North Eastern MetroStars (II) |
| 26.07.2017, 20:30 Uhr | Sorrento FC (II)             | 1:0 (1:0)                        | Canberra Olympic FC (II)      |
| 01.08.2017, 19:30 Uhr | Heidelberg United (II)       | 1:0 (0:0)                        | Perth Glory (I)               |
| 01.08.2017, 19:30 Uhr | Peninsula Power (III)        | 0:2 (0:1)                        | Melbourne City FC (I)         |
| 01.08.2017, 19:30 Uhr | Olympia FC Warriors (II)     | 0:5 (0:2)                        | APIA Leichhardt Tigers (II)   |
| 01.08.2017, 19:30 Uhr | Western Sydney Wanderers (I) | 1:0 n. V.                        | Wellington Phoenix (I)        |
| 02.08.2017, 19:30 Uhr | Blacktown City FC (II)       | 3:2 (2:1)                        | Central Coast Mariners (I)    |
| 02.08.2017, 19:30 Uhr | Moreton Bay United (II)      | 4:2 n. V. (2:2, 0:1)             | Broadmeadow Magic (II)        |
| 02.08.2017, 19:30 Uhr | Gold Coast City FC (II)      | 3:1 (1:0)                        | Western Knights SC (III)      |
| 02.08.2017, 19:30 Uhr | Darwin Rovers (II)           | 0:8 (0:3)                        | Sydney FC (I)                 |
| 09.08.2017, 19:30 Uhr | Hume City FC (II)            | 1:1 n. V. (1:1, 0:1) (1:4 i. E.) | Bentleigh Greens SC (II)      |
| 09.08.2017, 19:30 Uhr | Brisbane Roar (I)            | 1:5 (0:2)                        | Melbourne Victory (I)         |
| 09.08.2017, 19:30 Uhr | Sydney United (II)           | 7:2 (2:1)                        | Far North Queensland FC (II)  |
| 09.08.2017, 19:30 Uhr | Adelaide United (I)          | 1:0 (0:0)                        | Newcastle United Jets (I)     |

## Zweite Hauptrunde
Die Begegnungen der zweiten Hauptrunde wurden am 9. August 2017 ausgelost. In der Klammer ist die jeweilige Ligaebene angegeben, in der der Verein in der Saison 2016/17 spielte.
| Datum                 |                          | Ergebnis                    |                              |
| --------------------- | ------------------------ | --------------------------- | ---------------------------- |
| 23.08.2017, 19:30 Uhr | Sydney United (II)       | 1:1 n. V. (0:0) (3:4 i. E.) | Heidelberg United (II)       |
| 23.08.2017, 19:30 Uhr | Adelaide United (I)      | 3:0 (0:0)                   | Melbourne Victory (I)        |
| 23.08.2017, 19:30 Uhr | Moreton Bay United (II)  | 0:1 n. V.                   | Gold Coast City FC (II)      |
| 23.08.2017, 19:30 Uhr | South Melbourne FC (II)  | 4:1 (2:0)                   | Sorrento FC (II)             |
| 29.08.2017, 19:30 Uhr | Bentleigh Greens SC (II) | 0:4 (0:1)                   | Western Sydney Wanderers (I) |
| 29.08.2017, 19:30 Uhr | Blacktown City FC (II)   | 3:1 (1:1)                   | APIA Leichhardt Tigers (II)  |
| 29.08.2017, 19:30 Uhr | Bankstown Berries (III)  | 0:3 (0:1)                   | Sydney FC (I)                |
| 29.08.2017, 19:30 Uhr | Maccabi Hakoah (II)      | 2:3 (1:2)                   | Melbourne City FC (I)        |

## Viertelfinale
Die Begegnungen des Viertelfinales wurden am 29. August 2017 ausgelost. In der Klammer ist die jeweilige Ligaebene angegeben, in der der Verein in der Saison 2016/17 spielte.
| Datum                 |                         | Ergebnis                         |                              |
| --------------------- | ----------------------- | -------------------------------- | ---------------------------- |
| 13.09.2017, 19:30 Uhr | Sydney FC (I)           | 2:0 (1:0)                        | Melbourne City FC (I)        |
| 13.09.2017, 19:30 Uhr | Heidelberg United (II)  | 0:3 (0:2)                        | Adelaide United (I)          |
| 20.09.2017, 19:30 Uhr | Blacktown City FC (II)  | 2:2 n. V. (1:1, 0:1) (2:4 i. E.) | Western Sydney Wanderers (I) |
| 20.09.2017, 19:30 Uhr | Gold Coast City FC (II) | 0:6 (0:3)                        | South Melbourne FC (II)      |

## Halbfinale
Die Begegnungen des Halbfinales wurden am 20. September 2017 ausgelost. In der Klammer ist die jeweilige Ligaebene angegeben, in der der Verein in der Saison 2016/17 spielte.
| Datum                 |                              | Ergebnis  |                     |
| --------------------- | ---------------------------- | --------- | ------------------- |
| 11.10.2017, 19:30 Uhr | South Melbourne FC (II)      | 1:5 (0:2) | Sydney FC (I)       |
| 24.10.2017, 19:30 Uhr | Western Sydney Wanderers (I) | 1:2 (0:1) | Adelaide United (I) |

## Finale
| Sydney FC                                     | Sydney FC | Adelaide United | Adelaide United |
| --------------------------------------------- | --- | --- | --------------- |
| Sydney FC                                     | \| Finale \| \| 21. November 2017 in Sydney (Allianz Stadium) \| \| Ergebnis: 2:1 n. V. (1:1, 1:0) \| \| Zuschauer: 13.452 \| \| Schiedsrichter: Kris Griffiths-Jones \| \| Spielbericht \|                                                                       | \| Finale \| \| 21. November 2017 in Sydney (Allianz Stadium) \| \| Ergebnis: 2:1 n. V. (1:1, 1:0) \| \| Zuschauer: 13.452 \| \| Schiedsrichter: Kris Griffiths-Jones \| \| Spielbericht \|                                                                  | Adelaide United |
| Sydney FC                                     | Andrew Redmayne – Luke Wilkshire (105. Sebastian Ryall), Jordy Buijs, Alex Wilkinson, Michael Zullo – Joshua Brillante, Brandon O’Neill – Adrian Mierzejewski, Alex Brosque (71. Matt Simon), Miloš Ninković (62. David Carney) – Bobô Cheftrainer: Graham Arnold | Paul Izzo – Michael Marrone, Jordan Elsey, Ersan Gülüm (78. Ben Warland), Ben Garuccio – Isaías, Daniel Adlung – Nikola Mileusnic, Karim Matmour, Ryan Kitto (88. Mark Ochieng) – Baba Diawara (73. George Blackwood) Cheftrainer: Marco Kurz ( Deutschland) | Adelaide United |
| Sydney FC                                     | 1:0 Ninković (19.) 2:1 Bobô (111.) | 1:1 Mileusnic (67.) | Adelaide United |
| Sydney FC                                     | Brosque (23.), Wilkshire (43.), Carney (117.), Mierzejewski (120.+3') | Adlung (83.), Ochieng (104.), Gülüm (109.), Elsey (119.) | Adelaide United |
| Sydney FC                                     | Marrone (115.) | | Adelaide United |
| Finale                                        | | |                 |
| 21. November 2017 in Sydney (Allianz Stadium) | | |                 |
| Ergebnis: 2:1 n. V. (1:1, 1:0)                | | |                 |
| Zuschauer: 13.452                             | | |                 |
| Schiedsrichter: Kris Griffiths-Jones          | | |                 |
| Spielbericht                                  | | |                 |

## Torschützenliste
Nachfolgend sind die besten Torschützen der Pokalsaison (ohne Qualifikation) aufgeführt. Bei gleicher Anzahl an Toren sind die Spieler alphabetisch sortiert.
| Rang | Nat        | Spieler          | Verein                   | Tore |
| ---- | ---------- | ---------------- | ------------------------ | ---- |
| 01   | Brasilien  | Bobô             | Sydney FC                | 8    |
| 02   | Australien | Joey Gibbs       | Blacktown City FC        | 4    |
|      | Australien | Milos Lujic      | South Melbourne FC       | 4    |
|      | Australien | Nikola Mileusnic | Adelaide United          | 4    |
|      | Spanien    | Oriol Riera      | Western Sydney Wanderers | 4    |
| 06   | Australien | David Carney     | Sydney FC                | 3    |
|      | Australien | Jarrod Kyle      | Gold Coast City FC       | 3    |
|      | Australien | Sean Symons      | APIA Leichhardt Tigers   | 3    |